# Jaroslav Drobný (fotbalista)
Jaroslav Drobný (* 18. října 1979, Počátky) je bývalý český fotbalový brankář a reprezentant. Je mistrem Evropy hráčů do 21 let z roku 2002. V říjnu 2014 se stal devatenáctým členem Klubu ligových brankářů, který sdružuje gólmany se 100 a více prvoligovými zápasy bez inkasovaného gólu. Po konci fotbalové kariéry se stal trenérem juniorských brankářů v FC Bayern Mnichov.

## Klubová kariéra
V německém Hamburku se stal druhým brankářem za René Adlerem. Na začátku sezony 2014/15 dostal Drobný od 3. ligového kola šanci a využil ji, posunul se na místo jedničky. V červnu 2016 přestoupil jako volný hráč do Werderu Brémy. V lednu 2019 přestoupil jako volný hráč do německého klubu Fortuna Düsseldorf, kde mu v červenci 2019 vypršela platnost hráčské smlouvy. V blízké době by měl podepsat smlouvu s klubem SK Dynamo České Budějovice, kde bude působit jako druhý trenér brankářů a to s možností nastoupit do soutěžního utkání.

## Reprezentační kariéra
Zúčastnil se Mistrovství Evropy hráčů do 21 let v roce 2002 ve Švýcarsku, kde česká reprezentační jedenadvacítka vyhrála svůj premiérový titul, když ve finále porazila Francii na pokutové kopy. Drobný byl náhradním brankářem.

Na Letních olympijských hrách v roce 2000 v Sydney, kde české mužstvo obsadilo se 2 body za dvě remízy poslední čtvrté místo v základní skupině C, chytal proti USA (remíza 2:2) a Kuvajtu (prohra 2:3).
Za reprezentační A-tým Česka odehrál první zápas 11. září 2009 v Casablance proti domácí reprezentaci Maroka (remíza 0:0). 14. srpna 2013 nastoupil v přátelském zápase v Budapešti proti domácímu Maďarsku, který skončil remízou 1:1. Předvedl v utkání několik reflexivních zákroků, navíc si dovolil udělat kličku dvěma útočníkům soupeře. Gól inkasoval v průběhu zápasu z pokutového kopu. Byl to jeho poslední zápas za český národní tým (celkem sedmý).

### Reprezentační zápasy
Zápasy Jaroslava Drobného v A-mužstvu české reprezentace
| Rok    | Zápasy | Góly |
| ------ | ------ | ---- |
| 2009   | 2      | 0    |
| 2010   | 2      | 0    |
| 2011   | 1      | 0    |
| 2012   | 1      | 0    |
| 2013   | 1      | 0    |
| Celkem | 7      | 0    |